# Marais de Goulaine
Marais de Goulaine este o arie protejată (sit de importanță comunitară — SCI) din Franța întinsă pe o suprafață de 1.514 ha, integral pe uscat.

## Localizare
Centrul sitului Marais de Goulaine este situat la coordonatele 47°12′10″N 1°24′34″W / 47.20285°N 1.40943°V.

## Înființare
Situl Marais de Goulaine a fost declarat arie specială de conservare în baza directivei 92/43 din 1992 referitoare la conservarea habitatelor naturale și a faunei și florei sălbatice pentru a proteja 5 specii de animale.

## Biodiversitate
Situată în ecoregiunea atlantică, aria protejată conține 3 habitate naturale: Mlaștini calcaroase cu Cladium mariscus și specii de Caricion davallianae, Fânețe de joasă altitudine (Alopecurus pratensis, Sanguisorba officinalis), Liziere de ierburi înalte hidrofile de câmpie și de nivel montan până la alpin.
La baza desemnării sitului se află mai multe specii protejate:
- amfibieni (1): triton cu creastă (Triturus cristatus)
- nevertebrate (3): Coenagrion mercuriale, fluturele auriu (Euphydryas aurinia), Euplagia quadripunctaria
- pești (1): boarță (Rhodeus amarus)

Pe lângă speciile protejate, pe teritoriul sitului au mai fost identificate 2 specii de plante, 1 specie de păsări, 7 specii de amfibieni, 2 specii de nevertebrate, 2 specii de pești, 6 specii de reptile.